# اندیس آهن ماهانی سراوان
آهن ماهانی سراوان یک اندیس فلزی است که در حوالی شهر زابلی استان سیستان و بلوچستان قرار دارد و مادهٔ معدنی موجود در آن، آهن است.سنگ میزبان این اندیس کالرملانژ است و دیرینگی آن به دوران کرتاسه بالایی می‌رسد. در این اندیس، پاراژنز‌های سیلیس یافت می‌شوند.